# 小塩五郎
小塩 五郎（おしお ごろう、天保元年（1830年） - 1894年（明治27年）7月2日）は江戸、明治時代の本草学者。旧尾張藩士。

## 生涯

### 江戸時代
天保元年（1830年）尾張国名古屋中ノ町（現中区錦一丁目下園公園内）に尾張藩士小塩親賢の第5子として生まれた。幼名は三千五郎だったが、藩主に三千姫が生まれると、これを避諱して五郎とした。
朝倉某に射術、吉田雀巣庵に本草学を学んだ。吉田家には子がなかったため、安政初年跡継ぎに見込まれて養子となったが、雀巣庵に実子角鞠が生まれたため、小塩家に戻った。小塩家では部屋住に甘んじ、裏長屋で網針、矢の作製、鎧の修繕等をして過ごした。

### 明治時代
1882年（明治15年）7月丹羽修治等が開いた北勢交友社に参加し、博物会へ出品を続けた。
1886年（明治19年）3月15日中ノ町の自宅に三島豪山、大窪安治、久米安政等と博物標本の展示会を開いて随意会と称し、4月8日浪越博物会と改称、1887年（明治20年）から愛知県博物館で教育博物会を開催し、愛知県教育博物会へ発展的に解消した。
1890年（明治23年）伊藤圭介米寿記念博覧会に際し上京し、1891年（明治24年）春伊藤圭介と岡山後楽園に旅行した。
1893年（明治26年）7月25日伊藤恭四郎と富士山に採集した際身体を害し、11月2日若き牧野富太郎に伊吹山採集へ誘われるも、中風のため同行できなかった。
1894年（明治27年）7月2日死去し、東区小川町本要寺に葬られ、平和公園に改葬された。法号は総持院薬草日採居士。

## 図譜
- 『動物図譜』 - 国立国会図書館デジタルコレクション
- 『昆虫図譜』 - 国立国会図書館デジタルコレクション
- 『新案博物一斑図譜』 - 国立国会図書館デジタルコレクション
- 『蝶譜』 - 国立国会図書館デジタルコレクション

## 採集
採集地は菰野山、伊吹山、恵那山、御嶽山、木曽駒ヶ岳、富士山、養老、湯山、知多等に及び、草鞋履き、尻端折りの姿で、腰の竹筒に酒を入れて採集を行った。また、魚釣りも趣味とした。
動植物の鑑定では尾張本草家でも随一と称され、ミイス（ミスターの意）と呼ばれ、自ら三居巣の字を当てて雅号とした。

## 親族
- 父：小塩新左衛門親賢 – 尾張藩士小塩家7代[4]。
- 妻：ちよ[4]
- 一時養父：吉田雀巣庵